# Gəncə PFK
A Gəncə PFK (egyéb átírt formában: Gence, Gança, Gäncä vagy Ganja) azeri labdarúgóklub, amely az első osztályban szerepel. Székhelye Gəncə városában található. Hazai mérkőzéseit a Gəncə városi stadionban rendezi.
A csapat háromszor nyerte meg a nemzeti labdarúgó-bajnokság élvonalának pontvadászatát, illetve négyszer hódította el a nemzeti kupát, legnagyobb sikere azonban a szovjet-időkhöz kötődik: 1967-ben – akkor még Gyinamo Kirovabad néven – első helyen végzett a szovjet másodosztály küzdelmeiben, ezzel feljutott a legjobb szovjet csapatok közé.

## Korábbi nevei
- 1959–1975: Gyinamo Kirovabad
- 1975–1982: Progressz Kirovabad és Tyereggi Kirovabad és Tohudzsu Kirovabad
- 1982–1991: Kjapaz Kirovabad
- 1991-2005: Kəpəz Gəncə

2005 óta jelenlegi nevén szerepel.

## Sikerei
- Azeri élvonal (Premyer Liqası)
  - Bajnok (3 alkalommal): 1995, 1998, 1999
  - Ezüstérmes (1 alkalommal): 2000
  - Bronzérmes (2 alkalommal): 1994, 1996

- Azeri kupa
  - Győztes (4 alkalommal): 1994, 1997, 1998, 2000

## Eredmények

### Európaikupa-szereplés

#### Összesítve
| Kupa                        | J  | GY | D | V | LG–RG |
| --------------------------- | -- | -- | - | - | ----- |
| Bajnokok Ligája             | 4  | 1  | 0 | 3 | 4–9   |
| UEFA-kupa                   | 4  | 0  | 0 | 4 | 1–16  |
| Kupagyőztesek Európa-kupája | 2  | 0  | 0 | 2 | 0–2   |
| Összesítve                  | 10 | 1  | 0 | 9 | 5–27  |

#### Szezonális bontásban
| Idény     | Kupa                        | Forduló         | Klub              | 1. mérk. | 2. mérk. |
| --------- | --------------------------- | --------------- | ----------------- | -------- | -------- |
| 1995–1996 | UEFA-kupa                   | Előselejtező    | Austria Wien      | 0–4      | 1–5      |
| 1997–1998 | Kupagyőztesek Európa-kupája | Selejtezőkör    | Dinaburg FC       | 0–1      | 0–1      |
| 1998–1999 | Bajnokok Ligája             | 1. selejtezőkör | ŁKS Łódź          | 1–4      | 1–3      |
| 1999–2000 | Bajnokok Ligája             | 1. selejtezőkör | Szloga Jugomagnat | 0–1      | 2–1      |
| 2000–2001 | UEFA-kupa                   | Selejtezőkör    | Antalyaspor       | 0–2      | 0–5      |

Megjegyzés: Az eredmények minden esetben a Gəncə PFK szemszögéből értendőek, a félkövéren jelölt mérkőzéseket pályaválasztóként játszotta.